# Luís de Castro, 5.º Conde de Monsanto

Brasão dos Condes de Monsanto.

Luís de Castro (c. 1560 - Janeiro de 1612), 5.º Conde de Monsanto, foi um nobre português que viveu nos séculos XVI e XVII. Era filho de António de Castro, 4.º Conde de Monsanto e da sua mulher Inês Pimentel, filha do afamado Vice-rei da Índia Martim Afonso de Sousa. O seu irmão mais novo, D. Martim Afonso de Castro, emulou o exemplo do avô materno e foi 35.º Vice-rei da Índia.
D. Luís de Castro foi confirmado no título de Conde de Monsanto após a morte do seu pai em 1602 por Filipe III de Espanha e II de Portugal. Casou com D. Mécia de Noronha, filha de D. António de Noronha, capitão de Diu, o Catarasto, e de sua mulher D. Francisca de Noronha. Desta união teve a seguinte descendência:
- D. Álvaro Pires de Castro e Sousa, 1.º Marquês de Cascais e 6.º Conde de Monsanto.
- D. Francisco de Castro
- D. Rodrigo de Castro
- D. Francisco de Noronha
- D. Joana de Castro e Noronha, freira na Encarnação de Lisboa
- D. Ana de Castro e Noronha, freira na Encarnação de Lisboa